# اوگو نجوکو
اوگو نجوکو (انگلیسی: Ugo Njoku؛ زادهٔ ۲۷ نوامبر ۱۹۹۴) بازیکن فوتبال اهل نیجریه است.
وی همچنین در تیم ملی فوتبال زنان نیجریه بازی کرده‌است.